# Raul Pires Ferreira Chaves
Raul Pires Ferreira Chaves (Sé, Faro, 27 de maio de 1890 – Santa Maria de Belém, Lisboa, 8 de agosto de 1967) foi um Engenheiro Civil e Inventor português diplomado pelo Instituto Superior Técnico de Lisboa. Viveu e exerceu a sua actividade profissional em Portugal, em Cabo Verde e na Guiné Portuguesa (actual Guiné-Bissau).
Inventou e patenteou o “Sistema e material MURUS”, precursor dos actuais sistemas de construção com blocos modulares e que foi também um contributo para a evolução do conceito de pré-fabricação. Com este material construiu muitas das obras por si projectadas.
Foi Director das Obras Públicas de Cabo Verde onde realizou diversos trabalhos que melhoraram a habitabilidade e contribuíram para o desenvolvimento do arquipélago, como a descoberta e captação de água doce em nascentes submarinas na Ilha do Sal.
Na Guiné Portuguesa (actual Guiné-Bissau), onde foi Presidente da Associação Industrial, Comercial e Agrícola, é ainda recordado pela sugestiva alcunha de “Engenheiro Baga-baga”. Foi também Director das Obras Públicas da Guiné.

## Biografia
Raul Pires Ferreira Chaves nasceu na freguesia da Sé, em Faro, a 27 de Maio de 1890. Era filha do proprietário Joaquim Manuel Ferreira Chaves, natural de Faro (freguesia de São Pedro), e de Maria Antónia Pires de Azevedo Chaves, doméstica, também natural de Tavira (freguesia de Santa Maria do Castelo). Irmão de Maria Alexandrina Pires Chaves, de Olímpio Ferreira Chaves e de João Carlos Pires Ferreira Chaves.
A 26 de agosto de 1914, casou civilmente em Lisboa com a professora Elvira da Conceição (Socorro, Lisboa, c. 1889 – São Sebastião da Pedreira, Lisboa, 12 de dezembro de 1947), filha de Leonilde da Conceição, natural de Alenquer. Foram padrinhos de casamento o irmão do noivo, Olímpio Ferreira Chaves, e a esposa deste, Elvira de Sousa Chaves. Deste casamento nasceram quatro filhos.
Diplomado em Engenharia Civil pelo Instituto Superior Técnico.
Em 1915 desloca-se para Cabo Verde com a sua mulher. Ali permaneceu até 1926. Durante esse período nasceram, na Ilha do Maio e na Ilha de Santo Antão, os seus três primeiros filhos.
Em 1936, após um período passado na Guiné e em Portugal, regressa aquele arquipélago, agora como Director das Obras Públicas. Teve a seu cargo a construção de edifícios e infraestruturas diversas, necessária ao povoamento daquele território.
Debateu-se com grande escassez de meios humanos e materiais. Acumulando funções, foi professor no Liceu de São Vicente na cidade do Mindelo.
A escassez de água doce era o maior dos problemas de algumas ilhas daquele arquipélago. Na Ilha do Sal localizou nascentes submarinas de água doce e conseguiu efectuar a sua captação. A maior abundância deste elemento, possibilitou o enorme aumento demográfico registado nas décadas seguintes naquela ilha (ver Sal (concelho de Cabo Verde)).
Inventou e patenteou, em 1936, um revolucionário sistema de construção de alvenarias autoportantes com blocos modulares – o “Sistema e material MURUS”.  Este invento foi desenvolvido durante um período (de 1932 a 1936) em que permaneceu em Lisboa.
Permitindo construir com grande qualidade e em muito menos tempo do que pelos processos até aí disponíveis, a invenção do “Sistema e material MURUS” ajudou a reduzir a enorme dependência do exterior que caracterizava a “indústria da construção” nas antigas colónias portuguesas, em especial, na Guiné e em Cabo Verde.
Também reduzia os custos de edificação, porque sendo locais a produção dos blocos e a obtenção de parte da matéria-prima, o custo relativo ao transporte dos materiais de construção era substancialmente menor.  Era também uma enorme vantagem dispensar a utilização de ferramentas convencionais e mão de obra especializada: inicialmente efectuou uma demonstração do sistema com uma equipa formada exclusivamente por mulheres sem experiência neste tipo de trabalho, que, sob a sua orientação, construíram um pequeno edifício.
Com o “Sistema e material MURUS” executou então, em Cabo Verde, a construção de diversos edifícios e monumentos cuja arquitectura, por sinal bastante informada do ponto de vista estético, também estava a seu cargo, dada a inexistência de arquitectos naquelas ilhas; actuou também à escala do urbanismo.
A destacar: Serviços de Estatística da Colónia de Cabo Verde na Cidade da Praia, o “Pavilhão dos serviços públicos do Aeródromo Internacional da Ilha do Sal” (actualmente Aeroporto Internacional Amílcar Cabral), o Farol de Fiúra (na Ponta Norte da mesma ilha), um Obelisco de grandes dimensões, o Cruzeiro da Independência e o plano de urbanização da Praça 5 de Outubro na Cidade da Praia inteiramente constituído por moradias-tipo. Estes projectos são interessantes exemplos de adequação e coerência entre a concepção do objecto e o processo de construção utilizado.
Com o mesmo material também projectou e construiu infra-estruturas como poços, aquedutos, canais de irrigação, cisternas e até pontes.
Processou o Estado Português por ter preterido o “Sistema e material MURUS” num concurso para uma empreitada de obras públicas, em Cabo Verde, em favor de soluções mais dispendiosas.
Na Guiné Portuguêsa (actual Guiné-Bissau), entre 1926 e 1932, foi Director das Obras Públicas.
Regressou à Guiné na década de 1940.
Instalou uma fábrica que produziu o “Sistema e material MURUS” em maior escala.
Foi Presidente da Associação Industrial, Comercial e Agrícola da Guiné.
Sob a sua presidência, e iniciativa, esta associação lança concurso, com apoio do Sindicato Nacional dos Arquitectos, para a aquisição do projecto de arquitectura da sua nova sede. A "Câmara de Comércio de Bissau", inaugurada em 1958, tornou-se a mais qualificada realização arquitectónica da cidade de Bissau. O projecto esteve em exposição em Lisboa nas Exposições Gerais de Artes Plásticas da Sociedade Nacional de Belas-Artes. Actualmente serve de sede ao PAIGC.
É ainda hoje recordado na Guiné-Bissau, pela sugestiva alcunha de “Engenheiro Baga-baga”.
Raúl Pires Ferreira Chaves serviu de inspiração para o protagonista - "Doutor Virgolino" - do livro de contos para crianças “Animais, esses desconhecidos”, de 1965, de Maria Helena da Costa Dias, ilustrado por Tóssan, baseado em episódios verídicos da sua vida.
É também possível encontrar, nos jornais de Portugal e das antigas colónias, numerosas referências à sua pessoa e ao seu trabalho.
Regressou a Lisboa no início de década de 1960.
Faleceu a 8 de Agosto de 1967 na freguesia de Santa Maria de Belém, em Lisboa.

## Realizações
Invenção do sistema de construção de alvenarias autoportantes com blocos modulares: “Sistema e material MURUS”, que patenteou em 1936.
Precursor dos actuais sistemas de construção com blocos modulares e também um contributo para a evolução do conceito de pré-fabricação.

## Cargos
- Professor do Liceu Infante Dom Henrique, no Mindelo.
- Director das Obras Públicas da Guiné Portuguesa.
- Director das Obras Públicas de Cabo Verde.
- Presidente da Associação Industrial, Comercial e Agrícola da Guiné.

## Trabalhos publicados
- CHAVES, Raúl Pires Ferreira (1946). Congresso do V centenário da descoberta da Guiné, promovido pela Sociedade de Geografia de Lisboa. [S.l.]: Associação Comercial, Industrial e Agrícola da Guiné. 69 páginas